# Carl Brisson
Carl Brisson (født Carl Frederik Ejnar Pedersen 24. december 1893 i København, død 26. september 1958 smst) var en dansk skuespiller og sanger.
Carl Brisson virkeliggjorde den amerikanske drøm, efter at han har både var mælkedreng, buddreng, ølkassevasker, dørmand og tallerkenvasker. Brisson indledte omkring 1916 – efter at have arbejdet som professionel bokser – en karriere som omrejsende kabaret- og operettekunstner med optrædener i blandt andet Stockholm og London. Han opnåede som sanger stor popularitet og fik en international karriere.
I 1917 debuterede han på film hos Nordisk Film under navnet Carl Villard. De mystiske Fodspor blev hans eneste danske film. 10 år senere debuterede han i England med en rolle i Hitchcock-filmen The Ring, og han blev én af landets mest populære filmskuespillere. I 1933 drog ham til Hollywood, hvor han medvirkede i tre film.
Da han ikke havde held til at skabe sig et navn som filmskuespiller, gik han over til at optræde med soloshows, som han turnerede med over hele USA. Her fik han til gengæld stor succes. Efter anden verdenskrig opholdt han sig hver sommer i Danmark, hvor han ligeledes optrådte med shows samt i radioudsendelser.
Carl Brisson blev under et besøg på Jamaica smittet med gulsot og blev senere, under et besøg i København, alvorligt syg. Han blev indlagt på Kommunehospitalet, hvor han senere døde. Han er sammen med sin kone, Cleo Brisson (født Maria Laurenze Jørgensen), begravet på Vestre Kirkegård 